# Ljömsebosjön
Ljömsebosjön är en sjö i Sala kommun i Västmanland och ingår i Norrströms huvudavrinningsområde. Sjön har en area på 0,392 kvadratkilometer och ligger 72 meter över havet.

## Delavrinningsområde
Ljömsebosjön ingår i det delavrinningsområde (664398-153815) som SMHI kallar för Ovan Storängsbäcken. Medelhöjden är 70 meter över havet och ytan är 54,89 kvadratkilometer. Det finns inga avrinningsområden uppströms utan avrinningsområdet är högsta punkten. Lillån som avvattnar avrinningsområdet har biflödesordning 3, vilket innebär att vattnet flödar genom totalt 3 vattendrag innan det når havet efter 131 kilometer. Avrinningsområdet består mestadels av skog (56 procent) och jordbruk (31 procent). Avrinningsområdet har 0,39 kvadratkilometer vattenytor vilket ger det en sjöprocent på 0,5 procent. Bebyggelsen i området täcker en yta av 0,37 kvadratkilometer eller 1 procent av avrinningsområdet.